# 苏州百年职业学院
苏州百年职业学院（英語：Suzhou Centennial College）是中华人民共和国的一所全日制专科民办普通高等职业学校，位于江苏省苏州市。
2005年，苏州港大思培科技职业学院成立。2016年1月，在苏州港大思培科技职业学院的基础上组建苏州百年职业学院。该校由苏州科技大学和加拿大的百年理工学院合作举办，是国内除了福州墨爾本理工職業學院外唯一一所开办中外联合办学的独立法人高职院校，也是加拿大高等院校在中国取得的第一个办学资质。